# Matías Vargas
Martín Matías Ezequiel Vargas (* 8. Mai 1997 in Salta, Provinz Salta) ist ein argentinischer Fußballspieler. Der offensive Mittelfeldspieler und Linksaußen steht beim Shanghai Port FC unter Vertrag.

## Karriere

### Verein
Vargas begann seine Profikarriere bei Vélez Sarsfield unter Trainer Miguel Ángel Russo und gab sein Profidebüt 2015 bei einem 0:0 gegen CA Colón in  der argentinischen Primera División.
Sein erstes Spiel als Starter war gegen Defensa y Justicia in der Saison der Primera División 2016/17 unter Trainer Omar De Felippe, in dem er ein Tor erzielte, und seinem Team einen 2:1-Sieg zu ermöglichte. In der Saison bestritt er 16 Spiele (13 als in der Startelf) und erzielte dabei 4 Tore.
Im Sommer 2019 wechselte Vargas zu Espanyol Barcelona nach Spanien. Er erhielt dort einen Vertrag bis 2024. Am Ende der Saison 2020/21 feierte er mit Espanyol die Zweitligameisterschaft und den Aufstieg in die erste Liga.
Am 25. August 2021 wurde Vargas für ein Jahr an Adana Demirspor in die türkische Süper Lig ausgeliehen.
Im August 2022 wechselte er nach China zum Shanghai Port FC. 2023 wurde er mit Shanghai chinesischer Meister. 2024 gewann er mit Shanghai die Meisterschaft und den Pokal.

### Nationalmannschaft
Vargas gab sein Länderspieldebüt für Argentinien am 8. September 2018 bei einem 3:0-Sieg gegen Guatemala.

## Sonstiges
Sein Vater Omar Francisco Mono Vargas war ebenfalls Fußballprofi.
Vargas Spitzname in Argentinien lautet Monito (auf Deutsch: "Kleiner Affe").

## Erfolge
Espanyol Barcelona
- Spanischer Zweitligameister: 2020/21

Shanghai Port FC
- Chinesischer Meister: 2023, 2024

- Chinesischer Pokalsieger: 2024